# Terremoto de Esparta de 464 a. C.
El terremoto de Esparta ocurrió a lo largo de la falla de Esparta en el año 464 a. C. y destruyó gran parte de lo que era Esparta y muchas otras ciudades-estado de la antigua Grecia. Las fuentes históricas sugieren que el número de muertos pudo haber llegado a 20 000, aunque los estudiosos modernos sugieren que esta cifra probablemente sea una exageración. El terremoto dio a los ilotas espartanos la oportunidad de rebelarse contra sus gobernantes aristocráticos, y los atenienses fueron llamados en su ayuda. Se dice que su despido inmediato a su llegada fue un evento clave que condujo a la primera guerra del Peloponeso.

## Contexto
Esparta estaba ubicada en lo que actualmente se llama el arco helénico que está predispuesto a una gran actividad sísmica debido a la convergencia y subducción de la placa africana debajo de la placa del mar Egeo. La convergencia y la subducción de estas placas también se ven en el paisaje geográfico de la Grecia actual con grandes cadenas montañosas, así como muchas islas y las tierras caen al mar Mediterráneo.
La Grecia actual todavía experimenta actividad sísmica con regularidad; sin embargo, suele ser mucho más leve que el que se sintió en el 464 a. C.

## Efectos
Los relatos del terremoto y sus consecuencias se basan solo en unas pocas fuentes históricas, a menudo poco fiables, específicamente los escritos de Estrabón, Pausanias, Plutarco y Tucídides. Como hay poco registro sobre el terremoto en sí mismo en los registros contemporáneos, es difícil juzgar el epicentro exacto y la magnitud del evento. Sin embargo, se cree que el terremoto fue de "mediano a grande" según muchos historiadores y se produjo debido al movimiento de una falla cerca de las montañas Taigeto. Un estudio de 1991 intentó ubicar la falla responsable del evento y estimar la magnitud del terremoto basándose en imágenes satelitales y trabajo de campo. Los autores del estudio concluyen que si el evento del 464 a. C. tuvo lugar a lo largo de la falla cuya escarpa identificaron, su magnitud habría sido de aproximadamente 7,2 en la escala de magnitud de onda superficial.
Debido a la falta de infraestructura adecuada y conocimiento de ingeniería sísmica durante este tiempo, originalmente se pensó que las víctimas eran muy altas y algunas fuentes contemporáneas creían que el número de muertos rondaba los 20.000. Sin embargo, los eruditos modernos creen que esto podría ser una exageración debido al hecho de que en ese momento la ciudad era relativamente pequeña y estaba dispersa, con la mayoría de los edificios de un piso y construidos con madera o ladrillos cocidos al sol, lo que hacía difícil creer que la cifra de víctimas pudieran ser tan alta. La falta de registros detallados de la población, junto con la huida de los sobrevivientes a otras áreas, pudo haber contribuido a la incertidumbre, como puede hacerlo hoy. En un terremoto tan catastrófico, también es poco probable que una serie de historias anecdóticas de la época puedan ser ciertas, como el rey espartano Arquídamo que llevó al ejército espartano fuera de la ciudad a un lugar seguro. Independientemente del número exacto de muertos, hubo algo de destrucción, y los ilotas, la clase de esclavos en la sociedad espartana, aprovecharon este momento para rebelarse.

## Significado histórico
El terremoto de Esparta de 464 a. C. está marcado por los estudiosos como uno de los eventos clave que condujeron a la primera guerra del Peloponeso. Sin embargo, según Tucídides, el antiguo cronista griego de la guerra del Peloponeso, Esparta ya había decidido invadir Ática cuando se produjo el terremoto. A raíz del terremoto, los ilotas y varios súbditos mesenios de Esparta se rebelaron; Esparta invocó la ayuda de otras ciudades griegas para sofocar la rebelión, a las que estaban obligadas a ayudar de acuerdo con la alianza. Atenas, cuya ayuda buscaron los espartanos debido a su "reputada experiencia en operaciones de asedio", envió aproximadamente 4.000 hoplitas bajo el liderazgo de Cimón, pero este contingente fue enviado de regreso a Atenas, mientras que a los de otras ciudades se les permitió quedarse. Según el relato de Tucídides, a los espartanos les preocupaba que los atenienses cambiaran de bando y ayudaran a los ilotas; desde la perspectiva espartana, los atenienses tenían un "carácter emprendedor y revolucionario", y por este solo hecho representaban una amenaza para el régimen oligárquico de Esparta. Los atenienses fueron insultados y, por lo tanto, repudiaron su alianza con Esparta. Una vez sofocado el levantamiento, algunos de los rebeldes supervivientes huyeron a Atenas, que los instaló en Naupacto, en el golfo de Corinto, de importancia estratégica. La alianza entre Esparta y Atenas nunca se restableció y los desacuerdos continuaron intensificándose hasta el estallido de la guerra en el 460 a. C. Dado que la población ilota utilizó el terremoto como su oportunidad para rebelarse, los espartanos se vieron obligados a esperar para reformar su sociedad hasta después de haber reprimido a los ilotas.